# Аеродром Пожаревац
Аеродром Пожаревац је бивши аеродром у Србији. Био је један од најстаријих аеродрома у Србији, отворен 1915. године, а затворен 1976. године. 
Наређењем командира Ваздухопловне команде и са првим пробним летењем са аеродрома у Пожаревцу пролећа 1915. године, формирана је прва пилотска школа у Србији. Аеродром је био на једној ливади дугој свега шест стотина метара, на локацији данашњег хиподрома у непосредној близини пруге, преко пута железничке станице која је некада водила до Дубравице.
Аеродром је замењен новим аеродромом Костолац у близини Пожаревца.